# Wataru Endō
Wataru Endō (遠藤 航, Endō Wataru), né le 9 février 1993 à Yokohama (Japon), est un footballeur international japonais. Défenseur central de formation, il évolue au poste de milieu défensif au Liverpool FC.

## Biographie

### En club

#### Shonan Bellmare
Wataru Endō commence sa carrière professionnelle en 2011 à Hiratsuka avec le club du Shonan Bellmare. En 2014, il remporte le championnat du Japon de deuxième division avec cette équipe.

#### Urawa Red Diamonds
En janvier 2016, l'athlète est transféré aux Urawa Red Diamonds. Il participe à la Ligue des champions d'Asie avec cette équipe. Il atteint les huitièmes de finale de cette compétition en 2016.

#### K Saint-Trond VV
Le 21 juillet 2018, Wataru Endō s'engage avec le club belge de Saint-Trond VV.

#### VfB Stuttgart
Prêté pour une saison au VfB Stuttgart par Saint-Trond, le club allemand décide de conserver Wataru Endō à la fin de la saison en levant l'option d’achat assortie au prêt, qui s'élève à 1,7 million d'euros. Le footballeur est désigné capitaine à partir de l'été 2021.

#### Liverpool FC
Le 18 août 2023, Wataru Endō s'engage en faveur du Liverpool FC en paraphant un contrat de longue durée,,. L'indemnité du transfert est estimée à 19 millions d'euros.

### En équipe nationale
Avec les moins de 19 ans, Wataru Endō participe au championnat d'Asie des moins de 19 ans en 2012. L'équipe du Japon atteint les quarts de finale de cette compétition, en étant éliminé par l'équipe d'Irak. Le joueur dispute ensuite les Jeux asiatiques de 2014 organisés à Incheon. Lors de ces jeux, il inscrit un but contre la Palestine. Le Japon est éliminé au stade des quarts de finale par la Corée du Sud.
Le footballeur reçoit sa première sélection en équipe du Japon le 2 août 2015, contre l'équipe de Corée du Nord. Ce match rentre dans le cadre de la Coupe d'Asie de l'Est. Le Japon se classe quatrième de cette compétition organisée en Chine. La même année, Endō dispute deux matchs rentrant dans le cadre des éliminatoires du mondial 2018, contre l'Afghanistan, et le Cambodge.
En janvier 2016, le joueur participe au Championnat d'Asie des moins de 23 ans organisé au Qatar. L'équipe du Japon remporte cette compétition en battant la Corée du Sud en finale. La même année, Wataru Endō est retenu par le sélectionneur Makoto Teguramori afin de participer aux Jeux olympiques d'été organisés au Brésil. Il joue trois matchs lors du tournoi olympique, contre le Nigeria, la Colombie, et la Suède.
Appelé dans le groupe japonais pour la Coupe du monde 2018 en Russie, l'athlète reste sur le banc durant toute la compétition. L'année suivante, Endō dispute sa première compétition internationale lors de la Coupe d'Asie des nations 2019 où il atteindra la finale du tournoi avec sa sélection.
En janvier 2022, le défenseur est capitaine de l'équipe nippone pour la première fois lors d'une rencontre gagnée 2-0 contre la Chine. Le 1er novembre 2022, le joueur est sélectionné par Hajime Moriyasu pour participer à la Coupe du monde 2022 au Qatar. Le 1er janvier 2024, Wataru Endō est retenu dans la liste des vingt-six joueurs japonais sélectionnés par Hajime Moriyasu pour disputer la Coupe d'Asie des nations 2023.

## Statistiques

### En club
| Saison                | Club                  | Championnat           | Championnat | Championnat | Championnat | Coupe nationale | Coupe nationale | Coupe nationale | Coupe de la Ligue | Coupe de la Ligue | Coupe de la Ligue | Supercoupe | Supercoupe | Supercoupe | Compétition(s) continentale(s) | Compétition(s) continentale(s) | Compétition(s) continentale(s) | Compétition(s) continentale(s) | Coupe du monde des clubs | Coupe du monde des clubs | Coupe du monde des clubs | Total | Total | Total |
| Saison                | Club                  | Division              | M.          | B.          | P.d.        | M.              | B.              | P.d.            | M.                | B.                | P.d.              | M.         | B.         | P.d.       | Comp.                          | M.                             | B.                             | P.d.                           | M.                       | B.                       | P.d.                     | M.    | B.    | P.d.  |
| 2010                  | Shonan Bellmare       | J1 League             | 6           | 1           | 0           | -               | -               | -               | 1                 | 0                 | 0                 | -          | -          | -          | -                              | -                              | -                              | -                              | -                        | -                        | -                        | 7     | 1     | 0     |
| 2011                  | Shonan Bellmare       | J2 League             | 34          | 1           | 0           | 4               | 0               | 0               | -                 | -                 | -                 | -          | -          | -          | -                              | -                              | -                              | -                              | -                        | -                        | -                        | 38    | 1     | 0     |
| 2012                  | Shonan Bellmare       | J2 League             | 32          | 7           | 1           | 1               | 0               | 0               | -                 | -                 | -                 | -          | -          | -          | -                              | -                              | -                              | -                              | -                        | -                        | -                        | 33    | 7     | 1     |
| 2013                  | Shonan Bellmare       | J1 League             | 17          | 3           | 2           | 1               | 0               | 0               | -                 | -                 | -                 | -          | -          | -          | -                              | -                              | -                              | -                              | -                        | -                        | -                        | 18    | 3     | 2     |
| 2014                  | Shonan Bellmare       | J2 League             | 38          | 7           | 2           | 1               | 0               | 0               | -                 | -                 | -                 | -          | -          | -          | -                              | -                              | -                              | -                              | -                        | -                        | -                        | 39    | 7     | 2     |
| 2015                  | Shonan Bellmare       | J1 League             | 31          | 5           | 2           | -               | -               | -               | 1                 | 0                 | 0                 | -          | -          | -          | -                              | -                              | -                              | -                              | -                        | -                        | -                        | 32    | 5     | 2     |
| Sous-total            | Sous-total            | Sous-total            | 158         | 24          | 7           | 7               | 0               | 0               | 2                 | 0                 | 0                 | -          | -          | -          | -                              | -                              | -                              | -                              | -                        | -                        | -                        | 167   | 24    | 7     |
| 2016                  | Urawa Red Diamonds    | J1 League             | 29          | 0           | 1           | 1               | 0               | 0               | 3                 | 0                 | 0                 | -          | -          | -          | C1                             | 6                              | 0                              | 0                              | -                        | -                        | -                        | 39    | 0     | 1     |
| 2017                  | Urawa Red Diamonds    | J1 League             | 30          | 3           | 4           | 2               | 0               | 0               | 2                 | 0                 | 0                 | 1          | 0          | 0          | C1+CL                          | 11+1                           | 1+0                            | 0+0                            | -                        | -                        | -                        | 47    | 4     | 4     |
| 2018                  | Urawa Red Diamonds    | J1 League             | 16          | 2           | 1           | 1               | 0               | 0               | 4                 | 0                 | 1                 | -          | -          | -          | -                              | -                              | -                              | -                              | -                        | -                        | -                        | 21    | 2     | 2     |
| Sous-total            | Sous-total            | Sous-total            | 75          | 5           | 6           | 4               | 0               | 0               | 9                 | 0                 | 1                 | 1          | 0          | 0          | -                              | 18                             | 1                              | 0                              | 1                        | 0                        | 0                        | 108   | 6     | 7     |
| 2018-2019             | Saint-Trond VV        | Jupiler Pro League    | 26          | 2           | 2           | 2               | 0               | 0               | -                 | -                 | -                 | -          | -          | -          | -                              | -                              | -                              | -                              | -                        | -                        | -                        | 28    | 2     | 2     |
| 2019-2020             | Saint-Trond VV        | Jupiler Pro League    | 3           | 0           | 0           | -               | -               | -               | -                 | -                 | -                 | -          | -          | -          | -                              | -                              | -                              | -                              | -                        | -                        | -                        | 3     | 0     | 0     |
| Sous-total            | Sous-total            | Sous-total            | 29          | 2           | 2           | 2               | 0               | 0               | -                 | -                 | -                 | -          | -          | -          | -                              | -                              | -                              | -                              | -                        | -                        | -                        | 31    | 2     | 2     |
| 2019-2020             | VfB Stuttgart (prêt)  | 2.Bundesliga          | 21          | 1           | 1           | 1               | 0               | 0               | -                 | -                 | -                 | -          | -          | -          | -                              | -                              | -                              | -                              | -                        | -                        | -                        | 22    | 1     | 1     |
| 2020-2021             | VfB Stuttgart         | Bundesliga            | 33          | 3           | 4           | 3               | 0               | 0               | -                 | -                 | -                 | -          | -          | -          | -                              | -                              | -                              | -                              | -                        | -                        | -                        | 36    | 3     | 4     |
| 2021-2022             | VfB Stuttgart         | Bundesliga            | 33          | 4           | 2           | 1               | 0               | 0               | -                 | -                 | -                 | -          | -          | -          | -                              | -                              | -                              | -                              | -                        | -                        | -                        | 34    | 4     | 2     |
| 2022-2023             | VfB Stuttgart         | Bundesliga            | 35          | 5           | 5           | 5               | 1               | 0               | -                 | -                 | -                 | -          | -          | -          | -                              | -                              | -                              | -                              | -                        | -                        | -                        | 40    | 6     | 5     |
| 2023-2024             | VfB Stuttgart         | Bundesliga            | -           | -           | -           | 1               | 1               | 0               | -                 | -                 | -                 | -          | -          | -          | -                              | -                              | -                              | -                              | -                        | -                        | -                        | 1     | 1     | 0     |
| Sous-total            | Sous-total            | Sous-total            | 122         | 13          | 12          | 11              | 2               | 0               | -                 | -                 | -                 | -          | -          | -          | -                              | -                              | -                              | -                              | -                        | -                        | -                        | 133   | 15    | 12    |
| 2023-2024             | Liverpool FC          | Premier League        | 29          | 1           | 0           | 1               | 0               | 0               | 4                 | 0                 | 1                 | -          | -          | -          | C3                             | 9                              | 1                              | 0                              | -                        | -                        | -                        | 43    | 2     | 1     |
| 2024-2025             | Liverpool FC          | Premier League        | 19          | 0           | 0           | 2               | 0               | 0               | 4                 | 0                 | 0                 | -          | -          | -          | C1                             | 6                              | 0                              | 0                              | -                        | -                        | -                        | 31    | 0     | 0     |
| 2025-2026             | Liverpool FC          | Premier League        | 1           | 0           | 1           | 0               | 0               | 0               | 0                 | 0                 | 0                 | 1          | 0          | 0          | C1                             | 0                              | 0                              | 0                              | -                        | -                        | -                        | 2     | 0     | 1     |
| Sous-total            | Sous-total            | Sous-total            | 49          | 1           | 1           | 3               | 0               | 0               | 8                 | 0                 | 1                 | 1          | 0          | 0          | -                              | 15                             | 1                              | 0                              | -                        | -                        | -                        | 76    | 2     | 2     |
| Total sur la carrière | Total sur la carrière | Total sur la carrière | 432         | 45          | 28          | 27              | 2               | 0               | 19                | 0                 | 1                 | 2          | 0          | 0          | -                              | 33                             | 2                              | 0                              | 1                        | 0                        | 0                        | 514   | 49    | 29    |

### En sélection
| Années                | Sélection             | Phases finales             | Phases finales | Phases finales | Phases finales | Éliminatoires | Éliminatoires | Éliminatoires | Éliminatoires | Amicaux | Amicaux | Amicaux | Total | Total | Total |
| Années                | Sélection             | Comp.                      | M.             | B.             | P.d.           | Comp.         | M.            | B.            | P.d.          | M.      | B.      | P.d.    | M.    | B.    | P.d.  |
| --------------------- | --------------------- | -------------------------- | -------------- | -------------- | -------------- | ------------- | ------------- | ------------- | ------------- | ------- | ------- | ------- | ----- | ----- | ----- |
| 2015                  | Japon                 | Coupe d'Asie de l'Est 2015 | 3              | 0              | 1              | CdM 2018      | 2             | 0             | 0             | -       | -       | -       | 5     | 0     | 1     |
| 2016                  | Japon                 | -                          | -              | -              | -              | CdM 2018      | -             | -             | -             | 2       | 0       | 0       | 2     | 0     | 0     |
| 2017                  | Japon                 | Coupe d'Asie de l'Est 2017 | -              | -              | -              | CdM 2018      | 1             | 0             | 0             | 3       | 0       | 0       | 4     | 0     | 0     |
| 2018                  | Japon                 | Coupe du monde 2018        | -              | -              | -              | -             | -             | -             | -             | 4       | 0       | 1       | 4     | 0     | 1     |
| 2019                  | Japon                 | Coupe d'Asie 2019          | 5              | 0              | 0              | CdM 2022      | 2             | 1             | 0             | 0       | 0       | 0       | 7     | 1     | 0     |
| 2019                  | Japon                 | Copa América 2019          | -              | -              | -              | CdM 2022      | 2             | 1             | 0             | 0       | 0       | 0       | 7     | 1     | 0     |
| 2019                  | Japon                 | Coupe d'Asie de l'Est 2019 | -              | -              | -              | CdM 2022      | 2             | 1             | 0             | 0       | 0       | 0       | 7     | 1     | 0     |
| 2020                  | Japon                 | -                          | -              | -              | -              | -             | -             | -             | -             | 3       | 0       | 0       | 3     | 0     | 0     |
| 2021                  | Japon                 | -                          | -              | -              | -              | CdM 2022      | 8             | 0             | 0             | 1       | 1       | 0       | 9     | 1     | 0     |
| 2022                  | Japon                 | Coupe d'Asie de l'Est 2022 | -              | -              | -              | CdM 2022      | 3             | 0             | 0             | 6       | 0       | 0       | 13    | 0     | 0     |
| 2022                  | Japon                 | Coupe du monde 2022        | 4              | 0              | 0              | CdM 2022      | 3             | 0             | 0             | 6       | 0       | 0       | 13    | 0     | 0     |
| 2023                  | Japon                 | -                          | -              | -              | -              | CdM 2026      | 1             | 0             | 0             | 7       | 0       | 1       | 8     | 0     | 1     |
| 2024                  | Japon                 | Coupe d'Asie 2023          | 5              | 1              | 1              | CdM 2026      | 5             | 1             | 0             | -       | -       | -       | 10    | 2     | 1     |
| Total sur la carrière | Total sur la carrière | Total sur la carrière      | 17             | 1              | 2              | -             | 22            | 2             | 0             | 26      | 1       | 2       | 65    | 4     | 4     |

## Palmarès

### En club
| Shonan Bellmare (1)                                                         | Urawa Red Diamonds (3) | Liverpool FC (2)                                                                                         |
| --------------------------------------------------------------------------- | --- | --- |
| - Championnat du Japon de D2 (1) - Champion en 2014 - Vice-champion en 2012 | - Ligue des champions de l'AFC (1) - Vainqueur en 2017. - Coupe du Japon (1) - Vainqueur en 2018. - Coupe de la Ligue (1) - Vainqueur en 2016. - Championnat du Japon - Vice-champion en 2016. - Supercoupe du Japon - Finaliste en 2017. | Premier League (1) : - Champion en 2025 - Coupe de la Ligue (1) - Vainqueur en 2024. - Finaliste en 2025 |

### En sélection
| Équipe du Japon olympique (1)                              | Japon                                          |
| ---------------------------------------------------------- | ---------------------------------------------- |
| - Coupe d'Asie des moins de 23 ans (1) - Vainqueur en 2016 | - Coupe d'Asie des nations - Finaliste en 2019 |